# Tim Thomerson
Timothy Thomerson (* 8. April 1946 in Coronado, Kalifornien) ist ein amerikanischer Schauspieler.

## Leben
Thomerson wuchs in San Diego auf. Dort lernte er Brion James kennen, mit dem während des Vietnamkriegs gemeinsam in der US Army diente. Anschließend war er am Old Globe Theatre in San Diego Bühnentechniker und ging später nach New York City, wo er mit seiner damaligen Frau Frances Delgado und Brion James mehrere Jahre im Haus der berühmten Schauspiellehrerin Stella Adler lebte. Die drei Kalifornier arbeiteten als Adlers Assistenten und erhielten dafür kostenlos Schauspielunterricht. In seiner New Yorker Zeit begann Thomerson, als Stand-Up-Komiker Bekanntheit zu erlangen. In New York trat er in renommierten Stand-Up-Clubs wie The Bitter End und Catch a Rising Star auf, und nachdem er Mitte der 1970er Jahre seine Ausbildung bei Stella Adler abgeschlossen hatte und nach Kalifornien zurückgekehrt war, hatte er in Los Angeles regelmäßige Auftritte im The Comedy Store und im The Improv. Aus dieser Zeit stammt auch die Anekdote, Thomerson hätte den ebenfalls aufstrebenden Comedy-Store-Kollegen Robin Williams verprügelt, weil dieser ihm Gags gestohlen hatte; in Wirklichkeit kam es aber wohl nur zu verbalen Auseinandersetzungen.
Parallel zu seinen Engagements als Komiker hatte Thomerson erste Schauspielrollen im Fernsehen, so 1975 in einer Episode der Serie Mannix, 1976 im Pilotfilm von Laverne & Shirley und in Harry O, 1977 in der Serie Quark, 1978 in Hawaii Fünf-Null (Hawaii Five-O) und Starsky & Hutch und 1979 in Mork vom Ork (Mork & Mindy). Erste Aufgaben in Kinofilmen folgten; mit Richard Pryor spielte er in den Komödien Car Wash (1976) und Wie geht’s aufwärts? (Which Way Is Up?) (1977), und im Jahr 1978 gab ihm Robert Altman, der Thomerson in einem seiner Stand-Up-Auftritte gesehen hatte, eine Rolle in Eine Hochzeit (A Wedding).
Seit Anfang der 1980er konzentrierte sich Thomerson auf seine schauspielerische Arbeit und trat in zahllosen Film- und Fernsehrollen auf. Seine in Fankreisen wohl populärste Rolle war die des zeitreisenden Polizisten Jack Deth in Charles Bands Low-Budget-Science-Fiction-Film Trancers (1985). Bis 1994 entstanden vier Trancers-Fortsetzungen, in denen Thomerson ebenfalls die Hauptrolle spielte. Auch andere Low-Budget-Auteurs wie Albert Pyun besetzten Thomerson regelmäßig. 2012 stand Thomerson neben Cerina Vincent in Steven R. Monroes Action-Thriller MoniKa vor der Kamera.

## Filmografie (Auswahl)
- 1976: Car Wash – Der ausgeflippte Waschsalon (Car Wash)
- 1978: Eine Hochzeit (A Wedding)
- 1980: Jahrmarkt (Carny)
- 1980: Fade to Black – Die schönen Morde des Eric Binford (Fade to Black)
- 1981: Ein Senkrechtstarter kratzt die Kurve (Take This Job and Shove It)
- 1981: Mount St. Helens – Der Killervulkan (St. Helens)
- 1982: Honkytonk Man
- 1982: Jekyll und Hyde – Die schärfste Verwandlung aller Zeiten (Jekyll and Hyde… Together Again)
- 1983: Metalstorm – Die Vernichtung des Jared-Syn (Metalstorm: The Destruction of Jared-Syn) – Regie: Charles Band
- 1983: Das Osterman Weekend (The Osterman Weekend)
- 1983: Die verwegenen Sieben (Uncommon Valor) – Regie: Ted Kotcheff
- 1984: Der Senkrechtstarter (Rhinestone) – Regie: Bob Clark
- 1984: Hunter (Fernsehserie, Folge 1x08: Pen Pals)
- 1985: Trancers
- 1985: Alles hört auf mein Kommando (Volunteers)
- 1986: Der stählerne Adler (Iron Eagle)
- 1987: Near Dark – Die Nacht hat ihren Preis (Near Dark)
- 1987: Cherry 2000
- 1988: Die Rückkehr des unheimlichen Hulk (The Incredible Hulk Returns) (Fernsehfilm)
- 1989: Wer ist Harry Crumb? (Who’s Harry Crumb?)
- 1990: Air America
- 1991: Trancers II – Regie: Charles Band
- 1991: Dollman – Der Space-Cop! (Dollman)
- 1991: Baywatch – Die Rettungsschwimmer von Malibu (Staffel 2/ Folge 5)
- 1992: Trancers III / Trancers 2010 – Regie: C. Courtney Joyner
- 1992: Cosmo (Bad Channels)
- 1992: Nemesis
- 1993: Tod im Spielzeugland (Dollman vs. Demonic Toys)
- 1994: Trancers 4: Jack of Swords – Regie: David Nutter
- 1994: Trancers 5: Sudden Deth – Regie: David Nutter
- 1995: Heatseeker
- 1996: Nemesis 3 – Die Entscheidung
- 1998: Fear and Loathing in Las Vegas
- 1999: Roadblock (Detour)
- 2001: Gangland L.A. (Gangland)
- 2003: Air Marshals – Horrorflug ins Ungewisse (Air Marshal)
- 2009: Live Evil – Regie: Jay Woelfel
- 2010: Ohne jede Spur (Abandoned)
- 2012: Monika – Eine Frau sieht rot (MoniKa) – Regie: Steven R. Monroe